# Carlos Horacio Salinas
Carlos Horacio Salinas (San Miguel de Tucumán, provincia de Tucumán, Argentina, 20 de febrero de 1956) conocido por su apodo «Loco»  es un exfutbolista argentino que se desempeñaba como mediocampista.
Oriundo de la provincia argentina de Tucumán, se inició futbolísticamente en San Martín de Tucumán y estuvo brevemente jugando en Gimnasia y Esgrima de Jujuy pero sin debutar profesionalmente. Luego de hacer una prueba como «sparring» frente a la Selección de fútbol de Argentina, fue tentado por River Plate para formar parte de esa institución, a la cual arribó rápidamente. 
Debutó en el año 1974 y formó parte del equipo que cortó la racha de 18 años sin salir campeón de la primera división de Argentina y que se coronó bicampeón.
Luego de un superclásico que terminó 1-1, cambió su camiseta con Marcelo Trobbiani y bajó a la confitería de El Monumental con la camiseta «xeneize» puesta, este hecho le trajo algunos inconvenientes y unos meses más tarde se marchó del club para jugar en Chacarita Juniors.
En el año 1978 pasa al Club Atlético Boca Juniors, comandado por Toto Lorenzo. El equipo venía de ganar la Copa Libertadores 1977 y encaraba la Copa Libertadores 1978 con la expectativa de repetir el título. 
El «Loco» fue clave en la segunda conquista continental del «xeneize», al marcar un gol en la final frente al Deportivo Cali, en un encuentro que terminaría 4 a 0, conquistando así la segunda Libertadores de la historia.
Fue también fundamental en las semifinales, al anotarle un gol a River Plate en la victoria por un marcador de 0 a 2 en El Monumental, que le permitió al «xeneize» acceder a la final frente al conjunto colombiano.
Con el conjunto de la ribera se consagró también de la Copa Intercontinental 1977 (disputada en 1978) que enfrentaba a Boca y al Borussia Mönchengladbach alemán. En el partido de vuelta, que terminó 0 a 3 en favor del conjunto argentino, marcó el tercer y definitivo gol. Dicho encuentro se disputó en Alemania.
Continuó su carrera en Argentinos Juniors e Independiente de Avellaneda. Posteriormente emigró a Colombia, volvió a la Argentina para jugar en el Alumni de Villa María en 1984.

## Trayectoria
Oriundo de Tucumán, incursionó en el fútbol de manera temprana en su provincia natal. Su hermano, Domingo Ricardo Salinas, también fue futbolista profesional, llegó a ser capitán y jugar durante 15 años en Gimnasia y Esgrima de Jujuy.
El «Loco» Salinas formó parte del club jujeño por recomendación de su hermano, pero no llegó a debutar oficialmente. Fue visto por ojeadores de River Plate y se trasladó ahí en 1974, consagrándose campeón dos veces con esa institución.
Tuvo un buen paso por Chacarita Juniors, en donde dejó un buen recuerdo en un equipo que no significaba las mismas presiones que representaban jugar en un equipo más grande. Pasó a Boca Juniors en 1978 y tuvo dos conquistas internacionales de trascendencia, la Copa Libertadores y la Copa Intercontinental.
Luego de jugar en Boca Juniors, tuvo un breve paso por Argentinos Juniors e Independiente de Avellaneda, para luego pasar al fútbol colombiano durante tres años. Volvió al país para jugar en el Club Atlético Alumni de Villa María.

## Clubes
| Club                   | País      | Año       |
| ---------------------- | --------- | --------- |
| River Plate            | Argentina | 1974-1975 |
| Chacarita Juniors      | Argentina | 1976-1977 |
| Boca Juniors           | Argentina | 1978-1980 |
| Argentinos Juniors     | Argentina | 1981      |
| Independiente          | Argentina | 1981-1982 |
| Deportivo Pereira      | Colombia  | 1983      |
| Independiente Medellín | Colombia  | 1984-1985 |
| Racing de Córdoba      | Argentina | 1985-1986 |
| Deportivo Junín        | Perú      | 1987      |
| Alumni de Villa María  | Argentina | 1988-1989 |

## Palmarés

### Campeonatos nacionales
| Título           | Club        | País      | Año    |
| ---------------- | ----------- | --------- | ------ |
| Primera división | River Plate | Argentina | N-1975 |
| Primera división | River Plate | Argentina | M-1975 |

### Campeonatos internacionales
| Título                | Club         | Sede Final   | Año  |
| --------------------- | ------------ | ------------ | ---- |
| Copa Intercontinental | Boca Juniors | Karlsruhe    | 1977 |
| Copa Libertadores     | Boca Juniors | Buenos Aires | 1978 |